# Miss Universo 1957
Miss Universo 1957, la 6.ª edición del concurso de belleza Miss Universo, se celebró en el Long Beach Municipal Auditorium en Long Beach, California, Estados Unidos, el 19 de julio de dicho año.
La ganadora fue Gladys Zender, de 17 años, de Perú, quien se convirtió en la primera —y hasta ahora única— representante de su país en obtener el título de Miss Universo. Un jurado la eligió entre treinta y dos candidatas. Con este resultado, Perú se convirtió en el primer país latinoamericano, sudamericano, y de habla española en ganar Miss Universo.

## Resultados
| Resultado Final    | Candidatas |
| ------------------ | --- |
| Miss Universo 1957 | - Perú - Gladys Zender |
| 1ª Finalista       | - Brasil - Teresinha Gonçalves |
| 2ª Finalista       | - Inglaterra - Sonia Hamilton |
| 3ª Finalista       | - Cuba - Rosa Gamio |
| 4ª Finalista       | - Alemania - Gerti Daub |
| Top 15             | - Alaska - Martha Lehmann - Argentina - Mónica Lamas - Austria - Hannerl Melcher - Canadá - Gloria Noakes - Grecia - Ligia Karavia - Italia - Valeria Fabrizzi - Japón - Kyoko Otani - Marruecos - Jacqueline Bonilla - Suecia - Inger Jonsson - Uruguay - Gabriela Pascal |

## Premios especiales
| Premio                                   | Concursante                             |
| ---------------------------------------- | --------------------------------------- |
| Miss Simpatía                            | - Puerto Rico - María del Pilar Mercado |
| Miss Fotogénica                          | - Alemania - Gerti Daub                 |
| Señorita más popular en el paseo público | - Canadá - Gloria Noakes                |

## Concursantes
| - Alaska - Martha Lehmann - Alemania - Gerti Daub - Argentina – Mónica Lamas - Austria - Hannerl Melcher - Bélgica - Janine Hanotiau - Brasil - Teresinha Gonçalves Morango - Canadá - Gloria Noakes - Ceilán - Camellia Rosalia Perera - Corea - Park Hyun-ok - Costa Rica - Sonia Cristina Icaza - Cuba - María Rosa Gamio Fernández - Ecuador - Patricia Juliana Benítez Wright - Filipinas - Mary Ann Carmen Philipps Corrales - Francia - Lisa Simon - Grecia - Ligia Karavia - Guatemala - Ana Walda Olyslager Valenti | - Hawái - Ramona Tong - Inglaterra - Sonia Hamilton - Islandia - Bryndis Schram - Israel - Atara Barzilay - Italia - Valeria Fabrizzi - Japón - Kyoko Otani - Marruecos - Jacqueline Dorella Bonilla - Martinica - Ginette Cidalise-Montaise - México - Irma Arévalo Toust - Paraguay - Lucy Montanero Rivarola - Perú - Gladys Rosa Zender Urbina - Puerto Rico - María del Pilar Mercado Cordero - Suecia - Inger Jonsson - Turquía - Guler Sirmen - Uruguay - Gabriela Pascal - Venezuela - Consuelo Leticia Nouel Gómez |

- Misses Australia (June Finlayson), Colombia (Yolanda Pulecio Vélez), Estados Unidos (Leona Gage) (descalificada) y Finlandia (Marita Lindahl) no compiten.

## Panel de Jueces
- Lois J. Swanson
- Alberto Vargas
- Earl Wilson
- Roger Zeiler